# 大竹太郎
大竹 太郎（おおたけ たろう、1905年（明治38年）9月29日 - 1987年（昭和62年）12月16日）は、日本の政治家。衆議院議員（4期、自由民主党）。弁護士。

## 経歴
新潟県中頸城郡頸城村（現上越市）出身。1930年（昭和5年）東京帝国大学独法科卒。弁護士となり、陸軍主計大尉、頸城運送倉庫社長を経て、新潟県議となる。1963年（昭和38年）の第30回衆議院議員総選挙で旧新潟4区から自由民主党公認で立候補して初当選する。第3次佐藤内閣法務政務次官、衆議院法務委員長を歴任する。1976年（昭和51年）の第34回衆議院議員総選挙で落選し、政界を引退した。1983年（昭和58年）春の叙勲で勲二等瑞宝章受章（勲五等からの昇叙）。1987年（昭和62年）12月16日死去、82歳。死没日をもって正七位から従四位に叙される。
この他、頸城自動車、くびき生コンなどの社長を務めた。